# سلاعة (الظهار)

تعديل مصدري - تعديل

سلاعة هي إحدى قرى عزلة ثواب الأسفل بمديرية الظهار التابعة لمحافظة إب، بلغ تعداد سكانها 472 نسمة حسب تعداد اليمن لعام 2004.